# Командный чемпионат СССР по шахматной композиции 1957/1958
Командный чемпионат СССР по шахматной композиции 1957—1958 — 2-й командный чемпионат.
Проводился по тем же разделам, что и 1-й чемпионат: двухходовки — 3 темы, трёхходовки и этюды — по 2, многоходовки — 1. 
Оценка композиций, как в 1-м чемпионате. Участники — 10 команд: 76 задач и этюдов 69 авторов. Зачётных композиций — 55. Победитель — команда Москвы (80 очков из 115). 
Судьи: А. Гуляев и Е. Умнов. 
Составы команд-победительниц: 
1. Москва — Г. Бренев, Л. Загоруйко, В. Исарьянов, Кофман, Ал. Кузнецов, Ан. Кузнецов, Лошинский, Б. Сахаров;
2. Ленинград — Корольков, B. Николаев, А. Попандопуло, Ф. Россомахо, Я. Россомахо, Ф. Симхович, Ю. Фокин, В. Чеховер;
3. Белоруссия — Гебельт, Каменецкий, А. Плостак, Сокольский, Стригунов, Трояновский, Цырулик.

## Таблица
| Команды         | Разделы, число досок и зачётных очков | Разделы, число досок и зачётных очков | Разделы, число досок и зачётных очков | Разделы, число досок и зачётных очков | Разделы, число досок и зачётных очков | Разделы, число досок и зачётных очков | Разделы, число досок и зачётных очков | Разделы, число досок и зачётных очков | Разделы, число досок и зачётных очков | Разделы, число досок и зачётных очков | Разделы, число досок и зачётных очков | Очки |
| Команды         | двухходовки                           | двухходовки                           | двухходовки                           |                                       | трёхходовки                           | трёхходовки                           |                                       | многоходовки                          |                                       | этюды                                 | этюды                                 | Очки |
| Команды         | 1                                     | 2                                     | 3                                     |                                       | 1                                     | 2                                     |                                       | 1                                     |                                       | 1                                     | 2                                     | Очки |
| --------------- | ------------------------------------- | ------------------------------------- | ------------------------------------- | ------------------------------------- | ------------------------------------- | ------------------------------------- | ------------------------------------- | ------------------------------------- | ------------------------------------- | ------------------------------------- | ------------------------------------- | ---- |
| Москва          | 6                                     | 10                                    | 9½                                    |                                       | 10½                                   | 6                                     |                                       | 6                                     |                                       | 20                                    | 18                                    | 80   |
| Ленинград       | 7                                     | 5                                     | 3                                     |                                       | 9                                     | 6                                     |                                       | 10½                                   |                                       | 10                                    | 20                                    | 70½  |
| Белоруссия      | 8                                     | 9                                     | 8                                     |                                       | 6                                     | 13½                                   |                                       | 0                                     |                                       | 0                                     | 16                                    | 60½  |
| РСФСР (сборная) | 4                                     | 0                                     | 6                                     |                                       | 15                                    | 7½                                    |                                       | 9                                     |                                       | 17                                    | 0                                     | 58½  |
| Латвия          | 9                                     | 0                                     | 9½                                    |                                       | 12                                    | 12                                    |                                       | 15                                    |                                       | 0                                     | 0                                     | 57½  |
| Эстония         | 5                                     | 8                                     | 7                                     |                                       | 13½                                   | 9                                     |                                       | 7½                                    |                                       | −3                                    | −3                                    | 44   |
| Грузия          | 2                                     | 3                                     | 4                                     |                                       | 7½                                    | −3                                    |                                       | 12                                    |                                       | 17                                    | −3                                    | 39½  |
| РСФСР—Урал      | 10                                    | 7                                     | 6                                     |                                       | 0                                     | 0                                     |                                       | 13½                                   |                                       | 0                                     | 0                                     | 36½  |
| Узбекистан      | 3                                     | 4                                     | 5                                     |                                       | 10½                                   | 0                                     |                                       | 0                                     |                                       | 12                                    | 0                                     | 34½  |
| Украина         | 0                                     | 0                                     | 0                                     |                                       | 0                                     | 15                                    |                                       | 0                                     |                                       | 14                                    | 0                                     | 29   |